# Skladištenje energije komprimiranim zrakom
Skladištenje energije komprimiranim zrakom je način spremanja energije koja se generira u jednom vremenskom periodu, a koristi u drugom. Na uslužnoj razini, energiju generiranu u periodu niske potrošnje moguće je iskoristiti da zadovolji potrebu u periodu visoke potrošnje.

## Načini skladištenja
Kompresija zraka stvara toplinu, tj. zrak je topliji nakon kompresije. Za širenje zraka potrebna je toplina. Ako se toplina ne doda, zrak će biti puno hladniji nakon širenja. Kada bi se toplina generirana tijekom kompresije mogla spremiti i upotrijebiti tokom širenja, iskoristivost pohrane značajno bi narasla.
Postoje tri načina na koji se sustav može odnositi prema toplini. Pohrana zraka može biti adijabatska, dijabatska i izotermalna.
- Adijabatska pohrana zadržava toplinu dobivenu kompresijom i vraća je zraku kada je potrebno širenje radi proizvodnje energije. To je predmet studije koja se sada vodi, bez komunalnih postrojenja do 2010. g., ali se planira da njemački projekt pod nazivom ADELE bude razvijen u 2013.g. Teorijska iskoristivost adijabatskog procesa sa savršenom izolacijom teži k 100%, ali u praksi, očekivana sveukupna iskoristivost je 70%. Toplina se može spremiti u krutom tijelu kao npr. betonu ili kamenu ili vjerojatnije u tekućini kao npr. vrućem ulju (na temp. od 300°C) ili rastaljenim slanim otopinama (na temp. od 600°C).
- Diabatska pohrana rasipa višak topline pomoću hladnjaka (na taj se način približava izotermnoj kompresiji) u okoliš kao otpad. Nakon što se višak topline ukloni iz spremnika, zrak je potrebno ponovno zagrijati prije širenja u turbini koja pogoni generator. To se može postići pomoću plamenika na prirodni plin za spremnike komunalne namjene ili pomoću zagrijane metalne mase. Zbog gubitka topline smanjuje se iskoristivost, ali ovaj pristup je jednostavniji i time jedini takav sustav koji je doživio komercijalnu upotrebu. Postrojenje McIntosh, smješteno u saveznoj državi Alabama u SAD-u, koristi takav proces za koji je potrebno 2.5 MJ električne energije i plin donje ogrjevne vrijednosti 1.2 MJ da proizvede 1 MJ izlazne energije. Postrojenje General Electric 7FA 2x1 s kombiniranim ciklusom, jedno je od najefikasnijih postrojenja na prirodni plin u funkciji. Postrojenje koristi plin donje ogjevne vrijednost 6.6 MJ po proizvedenom KWh, s toplinskom iskoritivosti od 54% u usporedbi s McIntoshevih 6.8 MJ s 53% toplinskom iskoristivosti.
- Izotermalna kompresija i ekspanizija približava se pokušaju održavanja radne temperature pomoću konstantne izmjene topline s okolišem. Ovi procesi praktični su samo pri niskoenergetskim razinama, bez visoko efektivnih izmjena topline. Teorijska iskoritivost izotermalnog skladištenja energije teži 100% sa savršenom izmjenom topline s okolišem. U praksi, nijedan od ovih procesa nije moguć jer se neki gubici topline ne mogu izbjeći.

Drugačije, visoko efikasno uređenje, koje ne spada u gore navedene kategorije koristi visoko, srednje i nisko tlačne klipove u seriji, gdje nakon svake faze slijedi venturijeva pumpa koja privlači okolišni zrak preko izmjenjivača topline između pojedinih ekspanzija. Jedan od primjera takvog procesa je ranija verzija torpeda na stlačeni zrak. Izlazni zrak jedne faze se zagijava u venturijevoj cijevi, a toplina se predaje sljedećoj fazi. Ovakav proces koriste brojna vozila na stlačeni zrak kao npr. tramvaji i lokomotiva za rad u rudnicima tvrtke H. K. Porter, Inc. Ovdje se toplina dobivena kompresijom efikasno sprema u atmosferu ili more da bi se kasnije koristila.
Kompresija se može postići pomoću električno pogonjenog turbokompresora, a ekspanzija pomoću turboekspandera ili pomoću motora na stlačeni zrak koji pogone generatore električne energija kako bi proizveli električnu struju.
Za spremnike zraka obično se koriste podzemne pećine nastale otapanjem soli (sol se rastopi u vodi kako bi se izvadila) ili korištenjem napuštenih rudnika. Takva postrojenja radila bi na dnevnom ciklusu, puneći se noću, a prazneći se danju.
Skladištenje energije komprimiranim zrakom moguće je koristiti i na nižoj razini kao npr. u autima ili lokomotivama pogonjenim na stlačeni zrak. Također, energija stlačenog zraka se može spremiti i u spremnicima visoke čvrstoće napravljenim od ugljičnih vlakana.

## Povijest
Sustavi skladištenja energije komprimiranim zrakom na razini gradske primjene postoje od 1870. g. Gradovi poput Pariza u Francuskoj, Birminghama u Engleskoj, Dresdena, Rixdorfa i Offenbacha u Njemačkoj te Buenos Airesa u Argentini koriste ovakve sustave. Victor Popp konstruirao je prve ovakve sustave kako bi pogonili satove pomoću udara zraka koji bi svake minute pomicao kazaljke. Sustavi su ubrzo razvijeni kako bi dovodili energiju kućanstvima i industrijskim postrojenjima. Tako, od 1896. g. Pariz ima sustav snage 2,2 MW koji razdjeljuje zrak tlaka 5,5 bara preko 50 km cijevi za motore na stlačeni zrak za potrebe lake i teške industije. Potrošnja se mjerila u metrima. Ovakav sustav bio je glavni izvor energije u kućanstvima u tadašnje vrijeme, a uz to pogonio je uređaje i strojeve zubara, krojačnica, tiskarskih preša i pekara.
- 1978- Prvi projekt skladištenja energije komprimiranim zrakom na uslužnoj razini bilo je postrojenje Huntorf snage 290 MW u Njemačkoj koje je koristilo solnu kupolu za spremanje energije.
- 1991- Postrojenje snage 110 MW s kapacitetom od 26 sati sagradio je McIntosh u saveznoj državi Alabami u SAD-u. To postrojenje koštalo je $65 milijuna, a proizvode 1 KWh za $550, koristeći pećinu nastalu otapanjem soli veličine 1765000 metara kvadratnih pri tlaku od 76 bara. Iako je iskoristivost kompresije približno 82 %, pri širenju potreban je dodatni izvor topline (koji se dobiva sagorjevanjem prirodnog plina u omjeru 1 prema 2) da proizvede istu količninu električne energije kao i plinska turbina.
- Studeni 2009.- Ministarstvo energije SAD-a dodijelilo je nagradu u iznosu od $24.9 milijuna za prvu fazu postrojenja snage 300 MW, vrijednog $356 milijuna, tvrtki Pacific Gas and Eletric za objekt koji koristi slane porozne formacije stijena koji se razvija u blizini Bakersfielda u Kern Countyu u saveznoj državi Kaliforniji. Cilj ovog projekta je izgradnja i testiranje naprednih projekata.
- Prosinac 2010- Ministarstvo energije SAD-a osigurava $29.4 milijuna za početak pripremnih radova na projektu skladištenja energije komprimiranim zrakom snage 150 MW temeljenom na otapanju soli, koje razvija tvrtka Iberdrola USA u gradu Watkins Glen u saveznoj državi New York. Cilj ovog projekta je ugraditi tehnologiju pametne mreže da uravnoteži prekide snabdjevanja obnovljivih izvora energije.
- 2013. (planirano)- Prvi projekt skladištenja energije komprimiranim zrakom koji koristi adijabatski proces, postrojenje imena ADELE snage 200 MW, treba započeti s izgradnjom u Njemačkoj.
- 2016. (planirano)- Tvrtka Apex planira pustiti u pogon svoje postrojenje na stlačeni zrak, u Anderson Countyu u saveznoj državi Texas.

## Termodinamika pohrane
Kako bi se postigao približno ravnotežni termodinamički proces u kojem se većina energije pohrani u sustavu za kasniju upotrebu, a gubitci su minimalni, poželjan je približno ravnotežni izotermni ili ravnotežni izentropski proces.

### Pohrana izotermnim procesom
U izotermnom procesu kompresije, temperatura plina u sustavu je stalna tokom izvođenja procesa. Za ovakav proces nužno je uklanjanje topline od plina jer bi u suprotnom temperatura plina rasla zbog energije koju kompresor preda plinu. Uklanjanje topline moguće je postići izmjenjivačima topline (međuhlađenjem) između pojednih procesa kompresije. Da bi se izbjegli gubici energije, hladnjaci moraju biti optimizirani za visoko toplinske prijenose te male padove tlaka. Ovo je samo aproksimacija pravog procesa jer pravi izotermni proces traje beskonačno dugo, tj. izmjena topline i kompresija se odvijaju u jako malim pomacima. Za neke manje kompresore, moguća je kompresija približno izotermnim procesom bez korištenja hladnjaka zbog omjera površine i volumena te poboljšavanja rasipanja topline kroz tijelo kompresora.
Kako bi se postigao savršeni izotermni proces pohrane, proces mora biti povratan, tj. reverzibilan. Ovo zahtjeva da se izmjena topline između plina i okoliša odvija na infinitezimalno maloj razlici tempertura. U tom slučaju, ne postoji gubitak eksergije u procesu izmjene topline te je rad kompresije u potpunosti povratan prilikom širenja, tj. iskoristivost pohrane je 100 %.
Međutim, u praksi, uvijek postoji temperaturna razlika u bilo kojem termodinamičkom procesu tako da je stvarna iskoristivost uvijek puno manja od 100 %.
Kako bi se procjenio rad kompresije i ekspanzije izotermnog procesa, uzima se da se zrak u sustavu ponaša kao idealni plin.
```
 

  

    

      

        
p

        
V

        
=

        
n

        

          
R

          

            
m

          

        

        
T

        
=

        
constant

      

    

    
{\displaystyle pV=nR_{m}T=\operatorname {constant} }

  

```

Iz početnog stanja A do zavšnog stanja B procesa s konstantnom apsolutnom temperaturom {\displaystyle T=T_{A}=T_{B}}, rad kompresije će biti negativan, a rad ekspanzije pozitivan. Ako uzmemo da je
```
:

  

    

      

        

          

            

              

                

                  
W

                  

                    
A

                    
→

                    
B

                  

                

              

              

                

                
=

                

                  
∫

                  

                    

                      
V

                      

                        
A

                      

                    

                  

                  

                    

                      
V

                      

                        
B

                      

                    

                  

                

                
p

                
d

                
V

                
=

                

                  
∫

                  

                    

                      
V

                      

                        
A

                      

                    

                  

                  

                    

                      
V

                      

                        
B

                      

                    

                  

                

                

                  

                    

                      
n

                      
R

                      
T

                    

                    
V

                  

                

                
d

                
V

                
=

                
n

                
R

                
T

                

                  
∫

                  

                    

                      
V

                      

                        
A

                      

                    

                  

                  

                    

                      
V

                      

                        
B

                      

                    

                  

                

                

                  

                    
1

                    
V

                  

                

                
d

                
V

              

            

            

              

              

                

                
=

                
n

                
R

                
T

                
(

                
ln

                
⁡

                

                  

                    
V

                    

                      
B

                    

                  

                

                
−

                
ln

                
⁡

                

                  

                    
V

                    

                      
A

                    

                  

                

                
)

                
=

                
n

                
R

                
T

                
ln

                
⁡

                

                  

                    

                      
V

                      

                        
B

                      

                    

                    

                      
V

                      

                        
A

                      

                    

                  

                

                
=

                
n

                
R

                
T

                
ln

                
⁡

                

                  

                    

                      
p

                      

                        
A

                      

                    

                    

                      
p

                      

                        
B

                      

                    

                  

                

                
=

                

                  
p

                  

                    
A

                  

                

                

                  
V

                  

                    
A

                  

                

                
ln

                
⁡

                

                  

                    

                      
p

                      

                        
A

                      

                    

                    

                      
p

                      

                        
B

                      

                    

                  

                

              

            

          

        

      

    

    
{\displaystyle {\begin{aligned}W_{A\to B}&=\int _{V_{A}}^{V_{B}}pdV=\int _{V_{A}}^{V_{B}}{\frac {nRT}{V}}dV=nRT\int _{V_{A}}^{V_{B}}{\frac {1}{V}}dV\\&=nRT(\ln {V_{B}}-\ln {V_{A}})=nRT\ln {\frac {V_{B}}{V_{A}}}=nRT\ln {\frac {p_{A}}{p_{B}}}=p_{A}V_{A}\ln {\frac {p_{A}}{p_{B}}}\\\end{aligned}}}

  

```

gdje je {\displaystyle pV=p_{A}V_{A}=p_{B}V_{B}}  te  {\displaystyle {\frac {V_{B}}{V_{A}}}={\frac {p_{A}}{p_{B}}}}. U kojem {\displaystyle p} stoji za apsolutni tlak [Pa], {\displaystyle V} za volumen zapreme [m3], {\displaystyle n} za količinu molekula [kmol], {\displaystyle R_{m}} za konstantu idealnog plina [J/kmolK] i {\displaystyle T} za apsolutnu temperaturu [K].
Primjer:
Koliko energije može biti spremljeno u spremnik veličine 1 m3 pri tlaku 70 bara ako je tlak okoliša 1 bar. U ovom slučaju, rad procesa je
{\displaystyle W=p_{B}v_{B}\ln {\frac {p_{A}}{p_{B}}}} = 7.0 MPa × 1 m³ × ln(0.1 MPa / 7.0 MPa) = -29.7 MJ.
Negativan predznak označava da se radi o kompresiji. Nepovratnost procesa uzrokovat će manju dobit energije ekspanzijskog procesa nego što je potrebno za kompresijski proces. Ako je okoliš pri konstantnoj temperaturi, toplinski otpor u međuhladnjacima značit će da je temperatura plina tokom kompresije nešto viša od okolišne, a prilikom ekspanzije nešto niža, tako da je nemoguće postići savršeni izotermni sustav pohrane.

### Pohrana adijabatskim (izentropskim) procesom
Adijabatski proces je proces kod kojeg nema izmjene topline između plina i okoliša. Ako je proces još i ravnotežan onda se kaže da je izentropski.
Adijabatski proces pohrane funkcionira bez uporabe međuhladnjaka tokom procesa te time dopušta plinu da se zagrije tokom kompresije, a ohladi tokom ekspanzije. Ovakav pristup je privlačan jer izbjegava gubitke vezane za prijenos topline. Jedina mana ovog procesa je da spremnik treba imati dovoljno dobru izolaciju kako bi se spriječio gubitak topline. Važno je napomenuti da stvarni kompresori i turbine nisu izentropski, ali im je izentropska iskoristivost približno 85 %. Iz čega slijedi da je sveukupna iskoristivost pohrane adijabatskih sustava značajno manja od 100 %.

### Termodinamika velikih sustava pohrane
Sustavi energetske pohrane često koriste velike podzemne pećine. To je preferirana konstrukcija sustava zbog jako velikih volumena, a time i velike količine energije koje se mogu spremiti s relativno malom promjenom tlaka. Prostor pećine se lako izolira, adijabatskom kompresijom pomoću male promjene temperature (čime se približava reverzibilnom izotermnom procesu) te malim gubitkom topline (čime se približava izentropskom procesu). Ova prednost te mali troškovi gradnje omogućuju izgradnju spremnika, koristeći zidove za zadržavanje pritiska.
Nedavno su razvijeni izolirani podvodni zračni jastuci sa sličnom termodinamikom procesa kao kod velikih sustava pohrane u podzemnim pećinama.

## Stvarna ograničenja u prijenosu
Kako bi se omogućila upotreba spremnika zraka u vozilima i letjelicama za praktičnu upotrebu na tlu i u zraku, spremnici energije moraju biti kompaktni i lagani. Gustoća energije je inženjerski izraz koji definira ove poželjne kvalitete.

### Gustoća energije i iskoristivost
Kako je već objašnjeno u odjeljku „Termodinamika pohrane”, kompresijom se zrak grije, a ekspanzijom hladi. Zbog toga, u praksi, motori na stlačeni zrak trebaju izmjenjivače topline kako bi izbjegli prevelike ili premale temperature, a čak ni tako ne dosežu konstantnu temperaturu ni idealnu termalnu izolaciju
Usprkos tome, kako je gore navedeno, korisno je opisati primjer maksimalne pohrane energije pomoću izotermnog procesa, što ispadne na otprilike 100 KJ/m3.
Time, ako 1 m3 okolišnog zraka jako sporo tlačimo u bocu veličine 0,005 m3 na tlaku od 200 bara, dobivamo da pohranjena potencijalna energija iznosi 530 KJ. Motor na stlačeni zrak s visokom iskoristivosti, može pretvoriti to u kinetičku energiju, ako radi jako polako i uspije ekspadirati zrak s početnih 200 bara na 1 bar tlaka (na tlak okoliša). Postizanje visoke iskoristivosti je tehnički izazov zbog gubitka topline u okoliš i zbog nepovratne unutarnje topline plina. Ako se gore spomenuta boca isprazni na 10 bara, iskoristiva energija bit će oko 300 KJ na vratilu motora.
Standardna čelična boca na tlaku od 200 bara, veličine 0,005 m3 ima masu od 7,5 kg, a kvalitetnija boca ima 5 kg. Vlakna s visokovlačnom čvrstoćom kao što su ugljična vlakna ili kevlar mogu u ovoj veličini težiti manje od 2 kg, u skladu s zakonima o sigurnosti. Kubični metar zraka na 20°C ima masu 1,204 kg. Zbog toga se teoretska energetska gustoća čelične boce kreće do otprilike 70 KJ/kg na vratilu motora, a gustoća boce od poboljšanih isprepletenih vlakana do 180 KJ/kg. U praksi, gustoća energije koja se može postići za iste spremnike bila bi od 40 do 100 KJ/kg.

### Usporedba s akumulatorima
Napredne boce od ojačanih vlakana mogu se usporediti s akumulatorima što se tiče energetske gustoće. Akumulatori također omogućuju gotovo konstantni napon tokom rada dok pritisak u bocama jako varira za vrijeme rada. Tehnički je izazov konstruirati motor na stlačeni zrak koji bi održavao visoku iskoristivost i dovoljnu snagu tokom svih raspona tlaka. Stlačeni zrak može prenositi snagu na vrlo visokim protocima što odgovara ciljevima transportnog sistema što se tiče ubrzavanja i usporavanja, osobito kod hibridnih vozila.
Sustavi stlačenog zraka imaju prednosti pred konvencionalnim akumulatorima, npr. duži životni vijek i manju toksičnost materijala. Nove konstrukcije akumulatora kao što su oni zasnovani na litij-željeznom fosfatu nemaju više tih problema. Troškovi stlačenog zraka su niži, međutim razvoj naprednih spremnika je skup kao i testovi sigurnosti zbog čega su oni sada skuplji od masovno proizvođenih akumulatora.
Kao i kod tehnologije pohrane električne energije, stlačeni zrak je „čist” samo toliko koliko i izvor energije koju pohranjuje. Procjena životnog ciklusa naglašava pitanje sveukupnih emisija koje proizvede tehnologija pohrane energije u kombinaciji s ostalim proizvođačima električne energije na mreži.

### Sigurnost
Kao i većina tehnologija, stlačeni zrak ima sigurnosnih zahtjeva, uglavnom zbog katastrofalnih puknuća spremnika. Pravila sigurnosti čine ovu pojavu rijetkom po cijeni veće težine. Pravila sigurnosti mogu ograničiti radni tlak na manje od 40% od pritiska kod kojeg dolazi do puknuća čelične boce (sigunosni faktor 2,5) i manje od 20% za boce od isprepletenih vlakana (sigurnosni faktor 5). Komercijalna izvedba je u skladu s ISO 11439 standardom. Boce pod visokim pritiskom su dovoljno jake da uglavnom ne pucaju u slučaju sudara vozila.

## Primjena u vozilima

### Povijest
Motori na stlačeni zrak se koriste od 19. stoljeća za pogon lokomotiva za rad u rudnicima, pumpi, bušilica i tramvaja putem centralizirane distribucije na nivou grada. Trkaći auti koriste stlačeni zrak da pokrenu motore s unutrašnjim sagorjevanjem, a veliki dizel motori mogu imati pneumatske motore za startanje.

### Motor
Motor na stlačeni zrak koristi širenje stlačenog zraka za pokretanje klipova u motoru, pokretanje osovine ili turbine.
Sljedeće metode mogu povećati učinkovitost:
- Turbina s konstantnom ekspanzijom pri visokoj učinkovitosti
- Više faza ekspanzije
- Korištenje viška topline, osobito u konstrukciji hibridnog toplinskog motora
- Korištenje okolišne topline

Visoko učinkovit stroj koristi visoko, srednje i nisko tlačne klipove u seriji, gdje nakon svake faze slijedi venturijeva cijev koja uvlači okolišni zrak preko izmjenjivača topline. Ovo zagrijava izlazni zrak iz prethodne faze i isporučuje ga u sljedeću fazu. Jedini ispušni plin iz svake faze je hladni zrak koji može imati temperaturu od -15°C i može se koristiti za klima uređaj u automobilu.
Dodatna toplina se može dobiti izgaranjem goriva kao kod Whiteheadovih torpeda 1904.g. Ovo poboljšava domet i brzinu spremnika pod cijenu dodatnog goriva.

#### Automobili
Od 1990.g. nekoliko kompanija je tvrdilo da razvijaju automobile na stlačeni zrak, ali nijedan još nije dostupan. Obično su najviše spominjane prednosti: nema onečišćenja okoliša, niska cijena, mogućnost korištenja otpadnog jestivog ulja za podmazivanje i ugrađena klimatizacija.
Vrijeme potrebno da se napuni potpuno prazan spremnik je važno za primjenu u vozilima. Volumenski prijenos prebacuje prethodno stlačeni zrak iz stacionarnog spremnika u spremnik vozila gotovo trenutno. Alternativno, stacionarni ili ugrađeni kompresor može stlačiti zrak u roku od nekoliko sati. 

## Vrste sustava

### Hibridni sustav
Motori s Braytonovim ciklusom komprimiraju i zagrijavaju zrak pomoću goriva pogodnog za motor s unutrašnjim sagorjevanjem. Na primjer, stlačeni zrak zagrijan pomoću prirodnog plina ili bioplina širi se u plinskoj turbini motora ili u mlaznom motoru da bi se dobio rad.
Motori na stlačeni zrak mogu napuniti akumulator. Poduzeće Energine, koje više ne radi, promoviralo je svoje „Plug-in” električno hibridno vozilo na stlačeni zrak.

#### Postojeći hibridni sustavi
Hibridna elektrana puštena je u promet u Huntorfu u Njemačkoj 1978.g., a McIntosh je takvu elektranu pustio u pogon u Alabami, USA 1991.g. Oba sistema koriste višak energije za komprimiranje zraka. Elektrana McIntosh postiže 24-satni rad sagorjevanjem mješavine prirodnog plina i komprimiranog zraka.

#### Budući hibridni sustavi
Park pohrane energije Iowa (ISEP), SAD koristit će vodonosnu pohranu umjesto pohrane u podzemnim pećinama. Premještanje vode u vodonosnom spremniku rezultira regulacijom tlaka zraka pri konstantnom hidrostatskom tlaku vode. Glasnogovornik ISEP-a tvrdi da se može optimizirati oprema za bolju iskoristivost ako postoji stalni pritisak. Izlazna snaga sustava McIntosh i Iowa je u rasponu od 2 do 300 MW.
Tvrtka FirstEnergy sa sjedištem u Akronu, Ohio, SAD dobila je dozvolu za početak razvoja postrojenja snage 2,7 GW u Nortonu, Ohio, SAD u studenom 2009.g. koje je trenutno još u razvoju.

### Pohrana u oceanu ili jezeru
Duboka voda u jezeru i oceanu može omogućiti pritisak bez visokotlačnih posuda ili bušenja u slanim pećinama ili vodonoscima. Zrak se smješta u jeftine, fleksibilne spremnike kao što su plastične vreće duboko u jezera ili daleko od obala u oceanu na strmim spustevima. Prepreke predstavlja relativno mali broj pogodnih lokacija i potreba za visokotlačnim cjevovodima između površine i spremnika. S obzirom na to da su spremnici vrlo jeftini potreba za visokim pritiskom i velikom dubinom mogla bi biti nevažna. Ključna prednost ovog sustava je konstantna funkcija tlaka pražnjenja i punjenja u ovisnosti o dubini. Carnotova neučinkovitost može biti smanjena u elektrani. Carnotova učinkovitost može biti povećana korištenjem višestrukih faza punjenja i pražnjenja i korištenjem jefinih izvora i odvoda topline kao npr. hladne vode iz rijeka ili vruće vode iz solarnih jezera. Idealno, sustav mora biti vrlo pametan, npr. hlađenjem zraka prilikom pumpanja za vrijeme ljetnih dana. Mora biti projektiran da izbjegne neučinkovitost, kao što su nepotrebne promjene u tlaku zbog neadekvatnog promjera cjevovoda.
Približno izobarično rješenje je moguće ako se stlačeni plin koristi za pogon hidroelektričnog sustava. Međutim, ovo rješenje zahtijeva spremnike za visoki pritisak koji trebaju biti smješteni na zemlji dok vreće sa zrakom trebaju biti smještene pod vodom. Također, vodik je najbolji plin s obzirom na to da drugi plinovi slabije podnose znatne hidrostatske pritiske, čak i na umjerenim dubinama od 500 metara.
Sveučilište u Nottinghamu je jedan od centara za istraživanje vreća za pohranu energije koje su usidrene u moru. E.ON, jedna od vodećih europskih tvrtki za energiju i plin, osigurala je €1,4 milijuna za razvoj podmorskih vreća za skladištenje zraka. Hydrostor u Kanadi razvija komercijalni sustav podvodnih akumulatora za pohranu komprimirane energije zraka, u rasponu snage od 1 do 4 MW.